# Tachyoryctes macrocephalus
Tachyoryctes macrocephalus là một loài động vật có vú trong họ Spalacidae, bộ Gặm nhấm. Loài này được Rüppell mô tả năm 1842.
Đây là loài đặc hữu dãy núi Mole ở Ethiopia.

## Hình ảnh

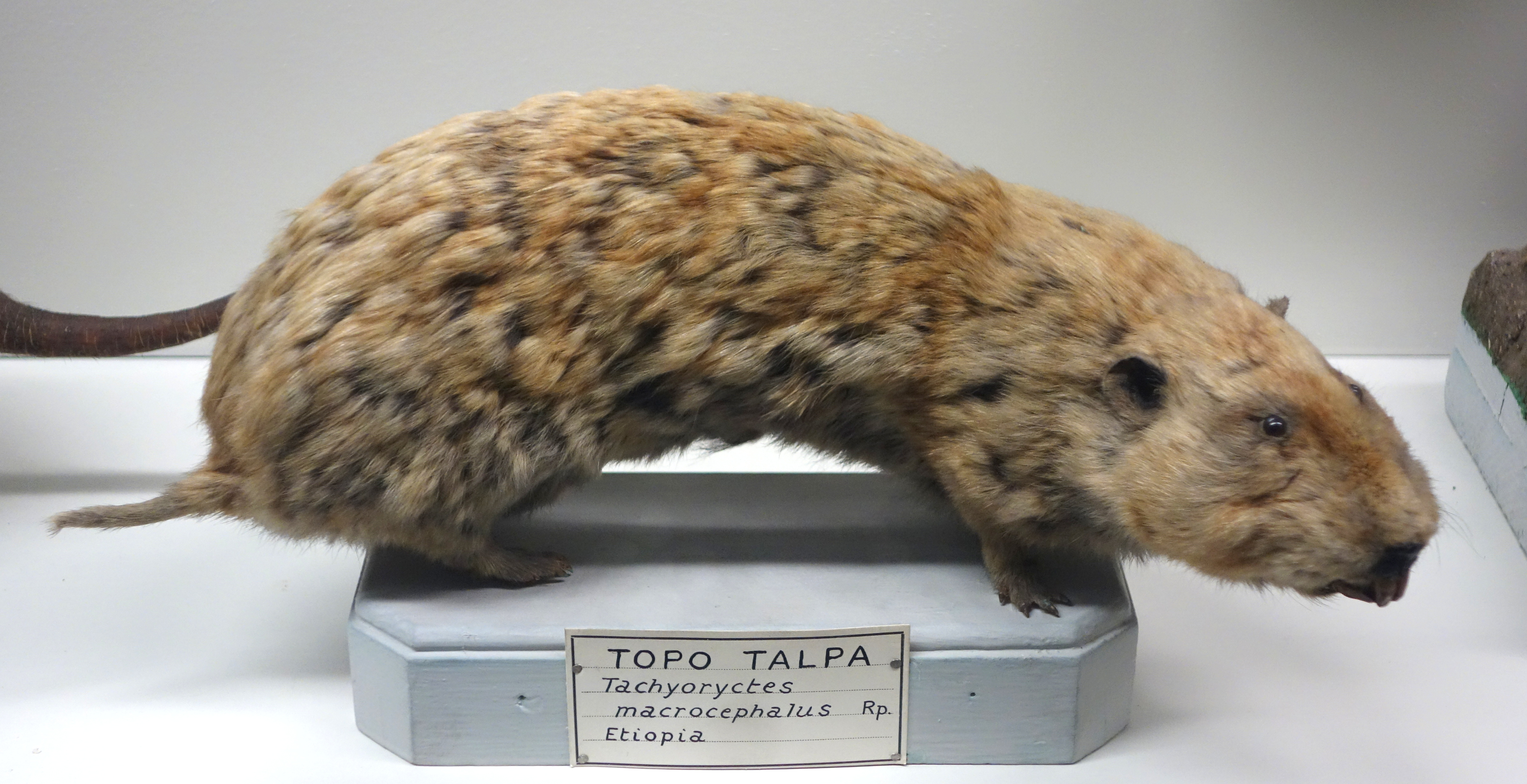